# Lana Del Rey (мініальбом)
Найвища позиція
Lana Del Rey — другий мініальбом американської співачки й авторки пісень Лани Дель Рей. Він був випущений 10 січня 2012 року в США та Канаді на Interscope Records. На треки в мініальбомі мали вплив декілька жанрів, зокрема інді-поп, хіп-хоп та альтернативна музика. Тексти та мелодії написала переважно сама Дель Рей, Джастін Паркер та Еміль Хейні. Продюсуванням альбому займався Еміль Хейні, який також був співавтором пісні «Blue Jeans».
Кожен сингл супроводжував музичний кліп, який продюсувала і завантажила на YouTube сама Дель Рей. 
Проданий тиражем понад 24 000 копій у Сполучених Штатах, мініальбом досяг 20-го місця в американському Billboard 200 й 6-го місця в чартах Billboard Rock Albums і Alternative Albums .

## Створення
У двадцять років Дель Рей підписала контракт на 10 000 доларів США і переїхала до трейлерного парку в Нью-Джерсі. Альбом, який вона записала, був відкладений. Натомість, співачка почала працювати в центрах допомоги безпритульним. В інтерв’ю вона сказала: «Єдиними пристрасними людьми, яких я зустріла в Нью-Йорку, були соціальні працівники».  
Через кілька років Дель Рей підписала контракт з 5 Point Records, незалежним лейблом, що належить Девіду Кане. З лейблом вона випустила мініальбом із трьох треків Kill Kill у жовтні 2008 року та студійний альбом Lana Del Ray у 2010 році. 
Чотири треки, які з'явилися в альбомі («Video Games», «Born to Die», «Blue Jeans» і «Off to the Races»), раніше були доступні для покупки в якості синглів на міжнародних ринках.

## Критичний прийом
Джон Буш з AllMusic назвав співачку фатальною жінкою «з димким голосом, млявим іміджем і хорошим контрактом». Однак він оцінив мініальбом на 2,5 зірки з п'яти, вважаючи його лише «тизером для справжнього хорошого альбому».

## Комерція
Альбом дебютував під номером 20 у Сполучених Штатах, продавши приблизно 14 000 примірників протягом першого тижня, і під номером 18 у Канаді. Станом на 1 лютого 2012 року у Сполучених Штатах було продано 24 000 цифрових копій альбому.

## Трек-лист
| #     | Назва              | Тривалість |
| ----- | ------------------ | ---------- |
| 1.    | «Video Games»      | 4:03       |
| 2.    | «Born to Die»      | 4:45       |
| 3.    | «Blue Jeans»       | 3:30       |
| 4.    | «Off to the Races» | 5:01       |
| 17:19 |                    |            |

## Чарти
| Чарт (2012)                           | Найвища позиція |
| ------------------------------------- | --------------- |
| Canadian Albums (Billboard)           | 18              |
| US Billboard 200                      | 20              |
| US Digital Albums (Billboard)         | 7               |
| US Top Alternative Albums (Billboard) | 6               |
| US Top Rock Albums (Billboard)        | 6               |